# Amedabade
Amedabade ou Amadabade (em gujarati: અમદાવાદ; romaniz.: Amdāvād; em hindi: अहमदाबाद; romaniz.: Ahmadābād) é a maior cidade e antiga capital de Guzerate, na Índia. É a sede administrativa do distrito de Amedabade e da sede do Supremo Tribunal de Guzerate. Com uma população de cerca de 7,2 milhões, é a sexta maior cidade e a sétima maior área metropolitana indiana. Amedabade está localizada às margens do rio Sabarmati, a 30 quilómetros da capital do estado Gandinagar.
A cidade tem emergido como um importante polo económico e industrial na Índia. É o segundo maior produtor de algodão do país e sua bolsa de valores é a segunda mais antiga da Índia. O críquete é um esporte popular em Amedabade, que abriga o estádio Sardar Patel, com 54 mil lugares. Os efeitos da liberalização da economia indiana têm energizado a economia da cidade em direção a atividades do setor terciário, como comércio, comunicação e construção. A população crescente de Amedabade atraiu indústrias da construção civil, resultando em desenvolvimento recente de arranha-céus.
Em 2010, foi classificada em terceiro lugar na lista das cidades com mais rápido crescimento da década pela Forbes. Em 2012, o The Times of India escolheu Amedabade como a melhor cidade para se viver no país. Em 2014, o PIB da cidade era de cerca de 119 bilhões de dólares.
Em 2017, a cidade histórica foi declarada Património Mundial da UNESCO.